# Sajmen Hauer
Sajmen Hauer (* 14. März 1988 in Nürnberg, Bayern) ist ein ehemaliger deutscher Basketballspieler.

## Laufbahn
Hauer spielte als Jugendlicher für die Franken Hexer in seiner Heimatstadt Nürnberg. 2004 wechselte er zum Bundesligisten GHP Bamberg und kam mehrheitlich in der 2. Bundesliga Süd für den TSV Breitengüßbach, die Bamberger Nachwuchsfördermannschaft, zum Einsatz. Er erzielte dort in seiner letzten Saison 2006/07 durchschnittlich 10,5 Punkte und 3,5 Assists (Vorlagen) pro Spiel. 2006 wurde ihm der Bayerische Sportpreis in der Kategorie „Herausragende(r) Nachwuchssportler(in)“ verliehen.
Ab der Saison 2005/06 gehörte der 1,93 m große und 88 kg schwere Point Guard auch zum Kader von GHP (dann in Brose Baskets umbenannt) Bamberg in der Basketball-Bundesliga. Mit einer Doppellizenz spielte der Juniorennationalspieler in der Saison 2007/08 auch in seiner Heimatstadt bei Dimplex Falke Nürnberg in der neu eingerichteten zweiten deutschen Spielklasse ProA. Nach dem Abstieg in die ProB und der Übertragung der Lizenz an die Franken Hexer wurde Hauer am 23. Januar 2009 aus seinem Vertrag entlassen, da er aus Sicht des Vereins im Training mehrfach unentschuldigt gefehlt hatte.
Zur Saison 2009/2010 unterschrieb Hauer einen Vertrag über ein Jahr beim ProB-Ligisten RSV Eintracht Stahnsdorf. Danach wechselte er für ein Jahr zum Erstligisten Telekom Baskets Bonn. Dort konnte er sich nicht durchsetzen und bekam kaum Spielzeit und erhielt nach einem Jahr kein neues Angebot für einen neuen Vertrag. Nachdem er zunächst keinen neuen Verein finden konnte, wechselte Hauer in die 2. Regionalliga zu Future Basketball Berlin. Zur Saison 2012/2013 kehrte Hauer in den Profi-Sport zurück und erhielt einen Vertrag bei der BG Karlsruhe in der ProA. Nach der Saison 2012/2013 wurde sein bis ursprünglich 2014 gültiger Vertrag in beidseitigem Einvernehmen aufgelöst.

### Nationalmannschaft
Hauer nahm mit der deutschen U16-Nationalmannschaft an der Europameisterschaft 2004 in Griechenland teil und war mit einem Punkteschnitt von 12,4 im Turnierverlauf zweitbester Korbschütze der deutschen Auswahl. Des Weiteren spielte er für die U18-Nationalmannschaft bei den EM-Turnieren 2005 und 2006 sowie beim Albert-Schweitzer-Turnier 2006 und mit der U20-Auswahl bei der B-EM 2007.